# Renate Seeliger

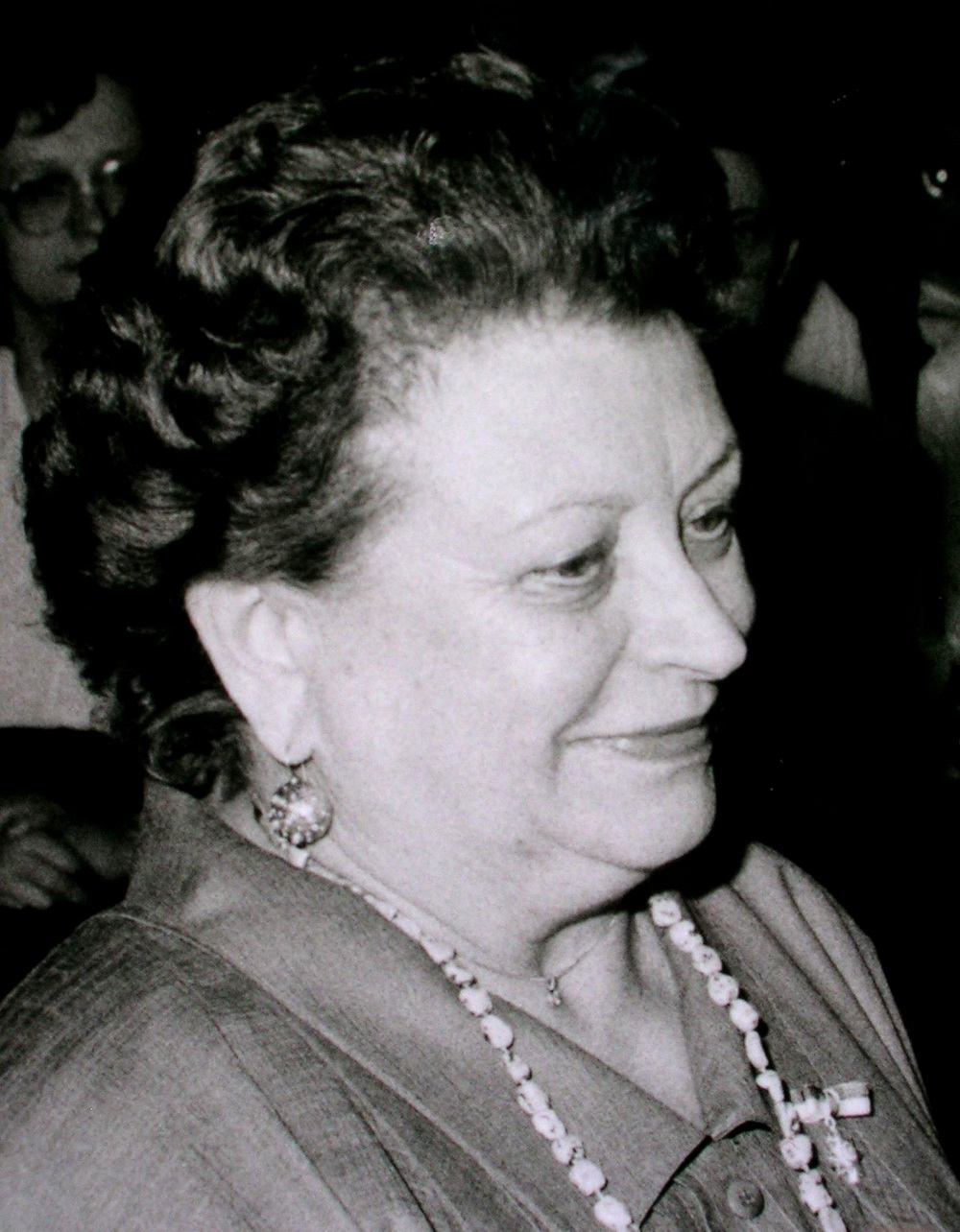
Renate Seeliger 1978

Renate Seeliger (* 29. Juni 1922 in Wien; † 14. Juni 2008 ebenda) war eine österreichische Schriftstellerin und Lyrikerin.
Renate Seeliger zog als Kind mit ihren Eltern nach Sattledt in Oberösterreich. Ihr Vater arbeitete sodann in einem Rechtsanwaltsbüro im nahegelegenen Wels. Diese Lebensphase hat sie in ihrem Buch "Haus der Zuflucht" aus dem Jahr 1956 verarbeitet, wo Sattledt als "Rannedt" aufscheint. Später zog sie wieder zurück nach Wien.
Bekannt wurde Seeliger auch für ihr soziales Engagement (SOS-Kinderdorf, Friedensbewegung). Renate Seeligers Tochter ist die Künstlerin Eva Meloun.

## Werke (Auswahl)
- 1956 Haus der Zuflucht
- 1962 Ein bedeutsames Jahr
- 1962 Ein Platz bleibt leer
- 1965 SOS – Das kühnste Abenteuer
- 1968 Der Kampf mit dem Dunkel
- 1969 Der Mann, der dem Feuer den Schrecken nahm
- 1969 Der Mann, der dem Himmel den Blitz entriß
- 1970 Kampf ohne Waffen
- 1991 Überraschung für Monika